# Dixioria watauga
Dixioria watauga är en mångfotingart som beskrevs av Shelley 1986. Dixioria watauga ingår i släktet Dixioria och familjen Xystodesmidae. Inga underarter finns listade i Catalogue of Life.